# Abdelhafid Benchabla
Abdelhafid Benchabla (in arabo عبد الحفيظ بن شبلة‎?; Zemmouri, 26 settembre 1986) è un pugile algerino, della categoria dei pesi mediomassimi, nonché attuale campione del mondo WSB nella stessa categoria.

## Carriera dilettantistica
È stato campione della categoria dei pesi mediomassimi ai giochi panafricani all'edizione del 2011 disputata a Maputo, in Mozambico. Nel 2007, nel corso della competizione organizzata ad Algeri, ha vinto la medaglia d'argento, sempre per i mediomassimi.
In rappresentanza dell'Algeria ha vinto la medaglia d'argento ai Giochi del Mediterraneo del 2009, organizzati a Pescara.

### Risultati alle Olimpiadi

#### Pechino 2008
Ha esordito al torneo di pugilato delle Olimpiadi di Pechino del 2008, nella categoria dei pesi mediomassimi, venendo eliminato ai quarti di finale.
- Batte Dinesh Kumar ( India) RSCOS
- Batte Ramadan Yasser ( Egitto) 13-6
- Sconfitto da Zhang Xiaoping ( Cina) 7-12

#### Londra 2012
Benchabla si è qualificato al torneo di pugilato delle Olimpiadi di Londra del 2012, in quanto campione del mondo WSB nella categoria dei pesi mediomassimi.
È stato eliminato ai quarti di finale dall'ucraino Oleksandr Gvozdyk:
- Batte Enrico Kolling ( Germania) 12-9
- Sconfitto da Oleksandr Gvozdyk ( Ucraina) 17-19

### Risultati ai Mondiali

#### Milano 2009
Ai mondiali di Milano 2009 è stato eliminato agli ottavi di finale nella categoria dei pesi mediomassimi.
- Batte Vladimir Cheles ( Moldavia) 20-11
- Sconfitto da Carlos Gongora ( Ecuador) 10-13

### World Series of Boxing
Nella stagione 2010-2011 è stato ingaggiato dalla squadra sudcoreana dei Pohang Poseidons.
Nel corso della stessa stagione ha vinto il titolo individuale di campione delle WSB nella categoria dei pesi mediomassimi, battendo il francese Ludovic Groguhe del franchise dei Paris United con il punteggio di 3-0.
Nella stagione 2011-2012 è stato ingaggiato dalla squadra kazaka dell'Astana Arlans.